# Faculdade de Letras da Universidade Federal do Rio de Janeiro
A Faculdade de Letras (FL) é uma unidade de ensino, pesquisa e de atividades de extensão da Universidade Federal do Rio de Janeiro (UFRJ). Foi criada em 8 de janeiro de 1968, a partir do Departamento de Letras da antiga Faculdade Nacional de Filosofia. Unidade do Centro de Letras e Artes, situa-se no campus da Cidade Universitária (Ilha do Fundão). Com cerca de 4.000 alunos, figura entre as melhores Faculdade de Letras no país.
A Faculdade de Letras organiza-se em oito Departamentos, a saber:
- Ciência da Literatura;
- Letras Anglo-Germânicas;
- Letras Clássicas;
- Letras Neolatinas;
- Letras Orientais e Eslavas;
- Letras Vernáculas;
- Linguística e Filologia;
- Letras–LIBRAS.

## Histórico
Com o Decreto 60.455-A, de 13 de março de 1967, reestruturava-se a UFRJ, marcando o fim da Faculdade Nacional de Filosofia, que se desmembrava em 10 unidades, uma delas a Faculdade de Letras. Ficava para trás o antigo endereço da Avenida Presidente Wilson, n.º 231, o "Anexo", e a nova unidade iria ocupar o imóvel, já demolido, onde funcionou o Pavilhão de Portugal na exposição montada pelo governo português para as comemorações do IV Centenário do Rio de Janeiro, na Avenida Chile, n.º 330 — comprado pela UFRJ com o auxílio do Coronel Meira Mattos junto ao Ministro da Fazenda (Relatório da Comissão Meira Mattos, 1.7.2). 
Desde 1985, localiza-se na Avenida Horácio de Macedo, n. 2151, na Cidade Universitária, Rio de Janeiro.

## A graduação
Os Departamentos são responsáveis pela oferta de 26 cursos de graduação, de licenciatura e de bacharelado:
1. Português–Árabe;
2. Português–Alemão
3. Português–Espanhol;
4. Português–Francês;
5. Português–Grego;
6. Português–Hebraico;
7. Português–Inglês;
8. Português–Japonês;
9. Português–Latim;
10. Português–Italiano;
11. Português–Literaturas;
12. Português–Russo;
13. Letras–LIBRAS (LIBRAS ou 'Língua Brasileira de Sinais').

## A pós-graduaçãostricto sensu(mestrado e doutorado)
A pós-graduação stricto sensu compreende seis programas, recomendados pela CAPES/Coordenação de Aperfeiçoamento de Pessoal de Nível Superior e reconhecidos pelo CNE/MEC. Esse programas contam com mestrado e doutorado acadêmicos. São indicado a seguir, acompanhados do resultado da avaliação de 2017:
- Ciência da Literatura (Mestrado e Doutorado: nota 5);
- Interdisciplinar de Linguística Aplicada (Mestrado e Doutorado: nota 4);
- Letras Clássicas (Mestrado e Doutorado: nota 3);
- Letras Neolatinas (Mestrado e Doutorado: nota 5);
- Letras Vernáculas (Mestrado e Doutorado: nota 7);
- Linguística (Mestrado e Doutorado: nota 6).

A Faculdade de Letras é ainda uma das 42 universidades públicas das cinco regiões brasileiras participantes do ProfLetras/Mestrado Profissional em Letras (nota 4), curso presencial oferecido em rede nacional no âmbito do Sistema Universidade Aberta do Brasil (UAB) e coordenado pela Universidade Federal do Rio Grande do Norte (UFRN). O ProfLetras tem como público-alvo professores de Língua Portuguesa em atividade no ensino básico.

## A pós-graduaçãolato sensu(especialização)
A Faculdade de Letras oferece ainda os seguintes cursos de Especialização: 
- Estudos Japoneses;
- Língua Árabe;
- Literaturas Portuguesa e Africanas;
- LIBRAS: Ensino, Tradução e Interpretação.

## Laboratórios e núcleos de pesquisa
Ligados à pós-graduação estão os seguintes laboratórios e núcleos de pesquisa:
1. PEUL — Programa de Estudos sobre o Uso da Língua;
2. NURC-RJ — Projeto da Norma Urbana Oral Culta do Rio de Janeiro;
3. ALIB — Atlas Linguístico do Brasil — Rio de Janeiro;
4. VARPORT — Análise Contrastiva de Variedades do Português;
5. PEAD — Português a distância;
6. LATEC — Laboratório de Tecnologias da Informação e Comunicação ;
7. NEMP — Núcleo de Estudos Morfológicos do Português;
8. PHPB — Para uma História do Português do Brasil;
9. LaborHistórico — Laboratório de História da Língua;
10. LabHisLing — Laboratório de Historiografia da Linguística;
11. PROAERA — Programa de Estudos em Representações da Antiguidade;
12. LIEDH — Linguagem e Discursos da História;
13. NIELIM — Núcleo Interdisciplinar de Estudos das Literaturas do Medievo;
14. LINC — Laboratório de Linguística Cognitiva;
15. D&G — Discurso e Gramática;
16. Laboratório de Fonética Acústica;
17. ACESIN — Laboratório de Acesso Sintático;
18. LAPEX — Laboratório de Psicolinguística Experimental;
19. LER — Laboratório de Eletrofisiologia e Rastreamento Ocular da Linguagem;
20. SEPE-Lab Laboratório de Semântica e Pragmática Formais e Experimentais (privado);
21. LED — Laboratório de Eletrofisiologia das Disfunções de Linguagem;
22. LabCoLin — Laboratório de Cognição e Linguagem;
23. CIAD-Rio Círculo Interdisciplinar de Análise do  Discurso
24. GET — Grupo de Estudos da Tradução;
25. LEFE — Línguas Estrangeiras para Fins Específicos;
26. SALINGUAS;
27. ORALLE — Produção e Compreensão Oral em Língua Estrangeira
28. LingNet — Projeto Interação e Discurso em   Contextos Digitais e Multimidiáticos;
29. LabRHum — Laboratório de Estudos do Renascimento Humanístico;
30. PRISMA — Projeto Interdisciplinar  Sentido, Mito e Arte;
31. CJS — Cátedra Jorge de Sena;
32. NIELM — Núcleo Interdisciplinar de Estudos sobre a Mulher na Literatura;
33. Processos Urbanos;
34. NIEP — Núcleo Interdisciplinar de Estudos da Poética;
35. REDES — Estudos Transculturais e Empíricos do Discurso;
36. Laboratório Idiomas sem Fronteiras;
37. LAPEEL — Laboratório de Pesquisa, Ensino e Extensão da LIBRAS
38. NEIS — Núcleo de Estudos sobre Interlínguas
39. LabSin — Laboratório de Sintaxe e Interfaces
40. BioLing — Biologia da Linguagem
41. LabMArg — Laboratório de Morfossintaxe e estrutura Argumental

## Periódicos
A Faculdade de Letras é responsável pelos seguintes periódicos científicos, todos de acesso aberto, hospedados no Portal de Periódicos da UFRJ (https://revistas.ufrj.br/). 
1. Alea: Estudos Neolatinos;
2. Cadernos Neolatinos;
3. CALÍOPE: Presença Clássica;
4. CODEX — Revista de Estudos Clássicos;
5. Diadorim: revista de estudos linguísticos e literários;
6. Fórum de Literatura Brasileira Contemporânea;
7. LaborHistórico;
8. Línguas & Ensino;
9. Revista Linguística;
10. Metamorfoses — Revista de Estudos Literários Luso-Afro-Brasileiros;
11. Revista Mulemba;
12. Terceira Margem.

## Páginas e blogues de disciplinas e de divulgação de informações relativas aos cursos
- Blogue do Departamento de Linguística e Filologia
- Linguística-M.Carlota Rosa
- Alessandro Boechat de Medeiros
- Língua Franca